# Сёке, Ларс
Ларс Сёке (швед. Lars Szöke) — бывший барабанщик дэт-метал-группы Hypocrisy. С 1984 года по 1988 год играл на ударных в группе Conquest вместе с Петером Тэгтгреном. Участник блэк-метал проекта The Abyss.

## Дискография

### Hypocrisy
Демо
- Rest in Pain (1991)
- Rest in Pain '92 (1992)

Полноформатные альбомы
- Penetralia (1992)
- Osculum Obscenum (1993)
- The Fourth Dimension (1994)
- Abducted (1996)
- The Final Chapter (1997)
- Hypocrisy (1999)
- Into the Abyss (2000)
- Catch 22 (2002)
- The Arrival (2004)

Мини-альбомы
- Pleasure of Molestation (1993)
- Inferior Devoties (1994)
- Maximum Abduction (1997)

Сборники
- 10 Years of Chaos And Confusion (2001)

### The Abyss
Полноформатные альбомы
- The Other Side (1995)
- Summon The Beast (1996)

### Epitaph
Полноформатные альбомы
- Tranquility (1992)

### War
Полноформатные альбомы
- We Are War (1999)

Сборники
- We Are... Total War (2001)